# Tamolanica phryne
Tamolanica phryne är en bönsyrseart som beskrevs av Carl Stål 1877. Tamolanica phryne ingår i släktet Tamolanica och familjen Mantidae. Inga underarter finns listade i Catalogue of Life.